# Mariya's Songbook
『Mariya's Songbook』（マリヤズ・ソングブック）は、2013年12月4日にワーナーミュージック・ジャパンより発売された竹内まりやのコンピレーション・アルバム。

## 解説
- 竹内まりやのデビュー35周年を記念して制作された、全曲デジタルリマスターによる2枚組のコンピレーション・アルバム。
- 竹内まりやが他アーティストへ提供してきた楽曲の中から30曲を竹内自身が選曲・監修、楽曲解説も自ら執筆している。
- 初回盤にはボーナストラックとして竹内本人歌唱のDEMOバージョンを4曲収録している。

## 収録曲

### Disc 1 (Mariya's Songbook)
1. みんなのハッピーバースデイ / 芦田愛菜
（作詞・作曲：竹内まりや / 編曲：中西亮輔）
  - 2011年に芦田愛菜がリリースしたアルバム『Happy Smile!』収録曲。
2. リンダ / アン・ルイス
（作詞・作曲：竹内まりや / 編曲：ブラッド・ショット, 谷口陽一, 山下達郎）
  - 1980年にアン・ルイスがリリースした楽曲。アン・ルイスから「『涙のワンサイデッド・ラヴ（アルバム『UNIVERSITY STREET』収録曲）』みたいな歌を書いてくれる?」と言われ制作。コーラスに山下達郎が参加し、二人が付き合うきっかけとなった曲である[1]。1981年にアルバム『PORTRAIT』でセルフカバーし、1994年にアルバム『Impressions』でリテイクしている。
3. ファースト・デイト / 岡田有希子
（作詞・作曲：竹内まりや / 編曲：萩田光雄）
  - 1984年に岡田有希子がリリースしたデビュー曲。グリコ協同乳業「グリコ・カフェゼリー」CMソング。ポニーキャニオンの渡辺有三からサンミュージックの新人をデビュー曲から制作してほしいと頼まれ、「ティーンエイジ・ラブ」をテーマに4曲書いたうちの1曲。Disc2に収録されている2ndシングル「リトル プリンセス」もそのうちの1曲[1]。
4. けんかをやめて / 河合奈保子
（作詞・作曲：竹内まりや / 編曲：清水信之）
  - 1982年に河合奈保子がリリースした楽曲。テレビを観ていると「スマイル・フォー・ミー」をはつらつと歌う河合の姿があり、「しっとりとした歌も似合うだろうな」と考えていたときに「けんかはやめて」のフレーズが浮かんだという。その後、偶然にも日本コロムビアから河合への楽曲提供を頼まれ、この曲を提供した[1]。1987年にアルバム『REQUEST』でセルフカバーしている。
5. 駅 / 中森明菜
（作詞・作曲：竹内まりや / 編曲：椎名和夫）
  - 1986年に中森明菜がリリースしたアルバム『CRIMSON』収録曲。1987年にアルバム『REQUEST』でセルフカバーし、同年にシングルカット。
6. 色・ホワイトブレンド / 中山美穂
（作詞・作曲：竹内まりや / 編曲：清水信之）
  - 1986年に中山美穂がリリースした楽曲。資生堂'86春のキャンペーンソング。1987年にアルバム『REQUEST』でセルフカバーしている。
7. Miracle Love / 牧瀬里穂
（作詞・作曲：竹内まりや / 編曲：小林武史）
  - 1991年に牧瀬里穂がリリースしたデビュー曲。三菱電機「ミラクルショット MV-S30」CMソング。1992年にシングル「マンハッタン・キス」でセルフカバーしている。
8. 待ちぼうけ / 堀ちえみ
（作詞・作曲：竹内まりや / 編曲：鈴木茂）
  - 1982年に堀ちえみがリリースした楽曲。
9. 元気を出して / 薬師丸ひろ子
（作詞・作曲：竹内まりや / 編曲：椎名和夫）
  - 1984年に薬師丸ひろ子がリリースしたアルバム『古今集』収録曲。1987年にアルバム『REQUEST』でセルフカバーし、翌年にシングルカット。
10. MajiでKoiする5秒前 / 広末涼子
（作詞・作曲：竹内まりや / 編曲：藤井丈司）
  - 1997年に広末涼子がリリースした両A面デビューシングル「MajiでKoiする5秒前/とまどい」収録曲。NTTドコモ「ポケベル」CMソング、フジテレビ系ドラマ『木曜の怪談'97 悪霊学園』主題歌。
11. みんなひとり / 松たか子
（作詞・作曲：竹内まりや / 編曲：村山晋一郎）
  - 2006年に松たか子がリリースした楽曲。フジテレビ系ドラマ『役者魂!』主題歌。2007年にアルバム『Denim』でセルフカバーしている。
12. いのちの歌 / 茉奈 佳奈
（作詞：Miyabi / 作曲：村松崇継 / 編曲：前嶋康明）
  - 2009年に茉奈 佳奈がリリースした楽曲。NHK連続テレビ小説『だんだん』挿入歌。竹内まりやは「Miyabi」のペンネームで詞のみを提供。2012年にシングル「いのちの歌」でセルフカバーしている。
13. 特別な恋人 / 松田聖子
（作詞・作曲：竹内まりや / 編曲：増田武史）
  - 2011年に松田聖子がリリースした楽曲。松田聖子のデビュー30周年を記念し制作された。2014年にアルバム『TRAD』でセルフカバーしている。
14. 夏のモンタージュ / みつき
（作詞・作曲：竹内まりや / 編曲：増田武史）
  - 2008年にみつきがリリースした楽曲。TBS系ドラマ『ナツコイ』主題歌。2014年にアルバム『TRAD』でセルフカバーしている。
15. Subject:さようなら / 松浦亜弥
（作詞・作曲：竹内まりや / 編曲：鈴木俊介）
  - 2011年に松浦亜弥がリリースしたベストアルバム『松浦亜弥 10TH ANNIVERSARY BEST』収録曲。2008年のソングミュージカル『本気でオンリーユー』の主役を松浦が務めたことをきっかけに制作された[1]。2024年にアルバム『Precious Days』でセルフカバーしている。
16. ときめきの季節（シーズン） [Bonus Track (Mariya's Demo)] ※初回限定盤のみ収録
（作詞・作曲：竹内まりや）
  - 1986年に中山美穂がリリースした「色・ホワイトブレンド」のB面で、竹内によるデモ音源。
17. ミック・ジャガーに微笑みを [Bonus Track (Mariya's Demo)] ※初回限定盤のみ収録
（作詞・作曲：竹内まりや）
  - 1986年に中森明菜がリリースしたアルバム『CRIMSON』収録曲で、竹内によるデモ音源。

### Disc 2 (Mania's Songbook)
Disc 1 (Mariya's Songbook)に入りきらなかった楽曲を収録。
1. 涙のデイト / KINYA
（作詞・作曲：竹内まりや / 編曲：林敏明, 丸山雅仁）
  - 1982年にKINYAがリリースしたデビュー曲。オリジナル・マスターが発見できなかったため、オリジナル・アナログ・ディスクがマスターとして使用されている。
2. リトル プリンセス / 岡田有希子
（作詞・作曲：竹内まりや / 編曲：大村雅朗）
  - 1984年に岡田有希子がリリースした楽曲。
3. Invitation / 河合奈保子
（作詞・作曲：竹内まりや / 編曲：大村雅朗）
  - 1982年に河合奈保子がリリースした楽曲。
4. Hey! Baby / 森下恵理
（作詞・作曲：竹内まりや / 編曲：鈴木茂）
  - 1985年に森下恵理がリリースした楽曲。1989年にシングル「シングル・アゲイン」でセルフカバーしている。
5. とまどい / 広末涼子
（作詞・作曲：竹内まりや / 編曲：十川知司）
  - 1997年に広末涼子がリリースした両A面デビューシングル「MajiでKoiする5秒前/とまどい」収録曲。日本テレビ系『TVおじゃマンボウ』エンディングテーマ。2001年にアルバム『Bon Appetit!』でセルフカバーしている。
6. OH NO, OH YES! / 中森明菜
（作詞・作曲：竹内まりや / 編曲：椎名和夫）
  - 1986年に中森明菜がリリースしたアルバム『CRIMSON』収録曲。1987年にアルバム『REQUEST』でセルフカバーしている。
7. Sweet Rain / 桑名将大
（作詞・作曲：竹内まりや / 編曲：Masahiro Kuwana & His Friends, 松任谷正隆）
  - 1983年に桑名将大がリリースしたアルバム『WOMANIAC』収録曲。
8. -Dreaming Girl- 恋、はじめまして / 岡田有希子
（作詞・作曲：竹内まりや / 編曲：萩田光雄）
  - 1984年に岡田有希子がリリースした楽曲。江崎グリコ「グリコ・セシルチョコレート」CMソング。
9. 55ページの悲しみ / 増田惠子
（作詞・作曲：竹内まりや / 編曲：椎名和夫）
  - 1982年に増田惠子がリリースしたアルバム『恋するお友達』収録曲。
10. 夏のイントロ / 福永恵規
（作詞・作曲：竹内まりや / 編曲：新川博）
  - 1987年に福永恵規がリリースした楽曲。OVA『プロジェクトA子2 大徳寺財閥の陰謀』主題歌。
11. リユニオン / 松たか子
（作詞・作曲：竹内まりや / 編曲：佐橋佳幸）
  - 2007年に松たか子がリリースしたアルバム『Cherish You』収録曲。フジテレビ系『金曜プレステージ』エンディングテーマ。2014年にアルバム『TRAD』でセルフカバーしている。
12. 終楽章 / 薬師丸ひろ子
（作詞・作曲：竹内まりや / 編曲：新川博）
  - 1988年に薬師丸ひろ子がリリースした楽曲。2007年にアルバム『Denim』でセルフカバーしている。
13. 声だけ聞かせて / 松田聖子
（作詞・作曲：竹内まりや / 編曲：増田武史）
  - 2011年に松田聖子がリリースしたシングル「特別な恋人」のB面。2018年にシングル「小さな願い/今を生きよう (Seize the Day)」でセルフカバーしている。
14. Guilty / 鈴木雅之
（作詞：竹内まりや / 作曲・編曲：山下達郎）
  - 1988年に鈴木雅之がリリースした楽曲。
15. 月夜のタンゴ / 森光子
（作詞：竹内まりや / 作曲・編曲：山下達郎 / ストリングスアレンジ：萩田光雄）
  - 2005年に森光子がリリースした楽曲。
16. 夏のイントロ [Bonus Track (Mariya's Demo)] ※初回限定盤のみ収録
（作詞・作曲：竹内まりや）
  - 1987年に福永恵規がリリースした楽曲の竹内によるデモ音源。
17. MajiでKoiする5秒前 [Bonus Track (Mariya's Demo)] ※初回限定盤のみ収録
（作詞・作曲：竹内まりや）
  - 1997年に広末涼子がリリースした両A面デビューシングル「MajiでKoiする5秒前/とまどい」収録曲の竹内によるデモ音源。

## リリース履歴
| # | 発売日        | レーベル     | 規格 | 品番         | 備考     |
| - | ------------- | ------------ | ---- | ------------ | -------- |
| 1 | 2013年12月4日 | MOON RECORDS | CD   | WPCL-11618/9 | 初回盤。 |
| 1 | 2013年12月4日 | MOON RECORDS | CD   | WPCL-11666/7 | 通常盤。 |